# Тавадян, Левон Агасиевич
Левон Агасиевич Тавадян (арм. Լևոն Աղասիի Թավադյան; 9 июня 1951, Ереван — 7 января 2025) — советский и армянский учёный в области химической физики, доктор химических наук (1988), профессор (1988), действительный член Академии наук Армении (2014; член-корреспондент с 2010). Директор Института химической физики имени А. Б. Налбандяна АН Армении (с 2006). Академик-секретарь Отделения химии и наук о Земле и член Президиума Национальной академии наук Армении (с 2011). Заслуженный деятель науки Республики Армения (2014).

## Биография
Родился 9 июня 1951 года в Ереване, Армянской ССР.
С 1968 по 1973 года обучался на химическом факультете Ереванского государственного университета. С 1974 по 1977 обучался в аспирантуре Института химической физики имени Н. Н. Семёнова АН СССР.
С 1977 года на научно-исследовательской работе в Институте химической физики имени А. Б. Налбандяна АН Армянской ССР — АН Армении в качестве научного и старшего научного сотрудника, с 1985 года — заведующий лаборатории химии, с 2011 года — заведующий отделения химической физики, с 2006 года — директор этого института.
Одновременно с 2011 года — академик-секретарь Отделения химии и наук о Земле и член Президиума Национальной академии наук Армении.

### Научно-педагогическая деятельность и вклад в науку
Основная научно-педагогическая деятельность Л. А. Тавадяна была связана с вопросами в области химической физики и кинетики, занимался исследованиями в области жидкофазных свободно-радикальных реакций, химических механизмов действия антиоксидантов, численного моделирования и анализа сложных химических реакций. Л. А. Тавадян являлся — членом Научного совета по проблемам развития академической науки Международной ассоциации академий наук, членом — Международного центра науки и технологии, Американского химического общества, Учёного совета международного научно-образовательного центра Московского государственного университета и Института химической физики имени Н. Н. Семёнова РАН, координатор по химии в Армении в ЮНЕСКО, председателем — Экспертного совета Государственного комитета по науке Министерства образовании Армении в области химии, Учённого совета ИХФ АН Армении, Комиссии естественных наук по присуждению премий президента Армении.
В 1977 году защитил кандидатскую диссертацию по теме: «Катализ и ингибирование сопряженных реакций в системах, содержащих альдегидную группу и двойную связь», в 1988 году защитил докторскую диссертацию на соискание учёной степени доктор химических наук по теме: «Свободно-радикальные реакции в гетерогенном катализе и ингибировании жидкофазного окисления органических соединений». В 1988 году ему присвоено учёное звание профессор. В 2010 году он был избран член-корреспондентом, а в 2014 году — действительным членом Академии наук Армении. Л. А. Тавадяном было написано более ста двадцати научных работ в том числе двадцати научных работ опубликованных в ведущих научных журналах, он являлся автором двух свидетельств на изобретения: «Способ получения метакриловой кислоты» и «Способ получения металлокомплексного соединения угля».
Левон Тавадян скончался 7 января 2025 года в возрасте 73 лет.

## Награды
- Заслуженный деятель науки Республики Армения (2014)[2]